# Operación ZRRIFLE
La Operación ZRRIFLE es el criptónimo CIA para denominar un complot para asesinar a Fidel Castro. La operación y el intento de asesinato fueron reconocidos por la CIA mediante la liberación de documentos desclasificados en 2007, conocidos como las «Joyas de la familia».

## Desarrollo
En noviembre de 1961, William King Harvey recibíó la orden de activar un complot para asesinar a Fidel Castro. Este sería parte de lo conocido como Proyecto ZR/RIFLE. Harvey decidió transferir a David Sánchez Morales desde México a la estación JMWAVE. Johnny Roselli también fue reclutado dentro del proyecto.
Roselli persuadió a Santo Trafficante, la mayor figura de la mafia en Cuba, a unirse a la conspiración. Meyer Lansky también se involucró en la conspiración y ofreció un millón de dólares de recompensa por el asesinato del líder cubano. Richard Cain, un especialista en electrónica y grabaciones en cintas, también fue reclutado por Roselli. Cain tomó parte en el fallido intento de marzo de 1961 de envenenar a Castro.
El 12 de marzo de 1961, William King Harvey ordenó que el operativo CIA, Jim O'Connell, se encontrara con Sam Giancana, Santo Trafficante, Johnny Roselli y Robert Maheu en el Hotel Fontainebleau. Durante el encuentro O'Connell dio píldoras de veneno y 10.000 $ estadounidenses a Rosselli para ser usados contra Fidel Castro.

.. "Tarde, casi noche, probablemente el 13 de marzo, Rosselli pasó las pildoras de veneno a un pequeño afrocubano de pelo rojizo llamado Rafael Mach Gener en el Boom Boom Room, una localización que Giancana pensó estúpida. Los propósitos de Rosselli no eran asesinar a Castro, sino que colocar en evidencia que el socio de la mafia en este crimen era el Gobierno de Estados Unidos. De acuerdo a esto había dejado una larga estela de evidencia que implicaba a la CIA en el complot mafia contra Castro. Esta evidencia, con propósitos de extorsión, probó ser crítico en el encubrimiento de la CIA del asesinato de John F. Kennedy." 
Richard Mahoney en su libro Sons and Brothers, The days of Jack and Bobby Kennedy (1999)

Los intentos de asesinato por parte de Roselli fueron hechos públicos en 1971 por Jack Anderson, un reportero del Washington Post y por la CIA misma en 2007 cuando desclasificó los documentos llamados Joyas de la familia.
Durante la crisis de los misiles, Robert F. Kennedy instruyó al director de la CIA John McCone, que detuviera las acciones encubiertas en contra de Cuba. Pocos días después descubrió que William Harvey había ignorado esta orden y despachado tres equipos de comandos a Cuba a preparar lo que creía una invasión inevitable. Kennedy estaba furioso y una vez acabada la crisis de los misiles, Harvey fue destituido como comandante de ZR/RIFLE. El 30 de octubre de 1962, Kennedy terminaba «todas las operaciones de sabotaje» contra Cuba. Como resultado de la promesa de su hermano presidente a Nikita Jruschov de que no invadiría Cuba, la Operación Mangosta fue desbandada.
Castro lo llevaron a ser nombrado hombre récord en víctima de atentados contra su vida.